# Ave Maria (Album)
Ave Maria ist das Debütalbum der deutschen NDH-Band Ost+Front. Es erschien am 3. September 2012 auf dem Label Out of Line und wurde von Rough Trade Distribution vertrieben.

## Geschichte
Ost+Front wurde 2008 gegründet. Bis einschließlich 2011 war Chris L. Sänger der Gruppe. Danach wurde diese Position dann von Patrick Lange unter dem Pseudonym „Herrmann Ostfront“ eingenommen, welcher bisher die Gitarre und den Backgroundgesang übernahm. Dies behinderte die zeitnahe Veröffentlichung des Debütalbums. Erst vier Jahre nach der Bandgründung erschien das Album.
Musikvideos erschienen zu den Liedern Ich liebe es und Denkelied unter der Regie von Ulrik Bruchholz.

## Allgemeines

### Versionen
Das Album Ave Maria wurde am 3. September 2012 in Deutschland veröffentlicht und erschien als CD, Special CD (enthält eine zusätzliche DVD) und MP3-Download.

### Illustration
Unter dem Schriftzug der Band Ost+Front befinden sich die positionierten Bandmitglieder. Herrmann Ostfront befindet sich dabei im Vordergrund hockend mit angedeuteten Handknöchelschlag. Darunter befindet sich der Schriftzug des Albumtitels.

## Titelliste
| #  | Titel                 | Länge |
| -- | --------------------- | ----- |
| 1  | 911                   | 3:46  |
| 2  | Ich Liebe Es          | 3:43  |
| 3  | Dawaj Dawaj           | 4:29  |
| 4  | Heimat Erde           | 3:05  |
| 5  | Ein Alter Mann        | 5:17  |
| 6  | Gang Bang             | 3:35  |
| 7  | 1+1                   | 3:36  |
| 8  | Nur Für Dich          | 4:04  |
| 9  | Heimkind              | 3:52  |
| 10 | Fleisch               | 3:34  |
| 11 | Dein Kanal            | 3:20  |
| 12 | Denkelied             | 5:02  |
| 13 | Silikon (Bonus-Track) | 2:56  |

Silikon ist nur in der Digital Download und Streaming Version enthalten.

## Charterfolge
Das Album erreichte Platz 68 der deutschen Albumcharts und hielt diese Position für eine Woche.

## Rezensionen
Das Album wurde von der Fachpresse teilweise auf Vergleiche mit Rammstein reduziert.

„Als Fazit bleibt festzustellen, dass „Ave Maria“ zwölf überwiegend eingängige und kurzweilige Songs im Angebot hat, die stellenweise durchaus unterhaltsam sind. Inhaltlich ist das alles aber wie bereits erwähnt „Geschmacksache“ und musikalisch kopiert man doch ziemlich hemmungslos die Herrschaften von RAMMSTEIN. Innovation darf man auf „Ave Maria“ somit also nicht erwarten, zumindest RAMMSTEIN- und den Durchschnitts-NDH-Hörern dürfte dies dann aber eventuell auch völlig egal sein…“